# Leiderdorp
Leiderdorp  è una municipalità dei Paesi Bassi di 26 420 abitanti situata nella provincia dell'Olanda Meridionale, separata dall'adiacente Leida dall'Oude Rijn.